# Michelle Bonev
Michelle Bonev, pseudonimo di Dragomira Boneva Janeva (in bulgaro Драгомира Бонева Янева?; Burgas, 1º ottobre 1971), è un'attrice e regista bulgara naturalizzata italiana.

## Biografia
Nata in Bulgaria, si trasferisce in Italia nel 1990 dove, dopo essersi sposata e separata nel giro di un anno inizia lavorare in un night club. Successivamente diventa socia di un'agenzia di modelle russe di Milano con il compagno Giuseppe Maria Corasaniti.
Lasciata l'agenzia nel 1997, vive per alcuni anni negli Stati Uniti d'America, tra New York, Miami e Los Angeles, dove studia recitazione mentre lavora come consulente d'immagine nel mondo dello spettacolo.
Tornata in Italia nel 2002, si trasferisce definitivamente a Roma e inizia a lavorare come attrice e sceneggiatrice prima in televisione e poi nel cinema.
Nel 2003 fa il suo esordio televisivo in Rai come conduttrice del DopoFestival al fianco di Pippo Baudo fortemente voluta dall'allora direttore generale della Rai Agostino Saccà a cui l'aveva presentata Ariedo Braida, noto dirigente del Milan. L'esiguità del curriculum professionale e il fatto che il personaggio fosse all'epoca completamente sconosciuto a livello nazionale e internazionale scatenarono ampie polemiche e aspre critiche sulla stampa, da cui la Bonev cercò di difendersi pubblicamente.
Nello stesso anno viene pubblicato da Mondadori il suo romanzo autobiografico Alberi senza radici.
Incaricato di recensire il libro da Carlo Rossella (allora direttore di Panorama), Giampiero Mughini affermò che Rossella modificò il suo pezzo per renderlo più benevolo verso la Bonev e che comunicò le modifiche al giornalista solo a pubblicazione avvenuta.
Nel 2004 la Bonev fa la sua prima apparizione cinematografica nel cast del film La passione di Cristo, diretto da Mel Gibson.

### Le sue fiction Rai e i successi negli ascolti

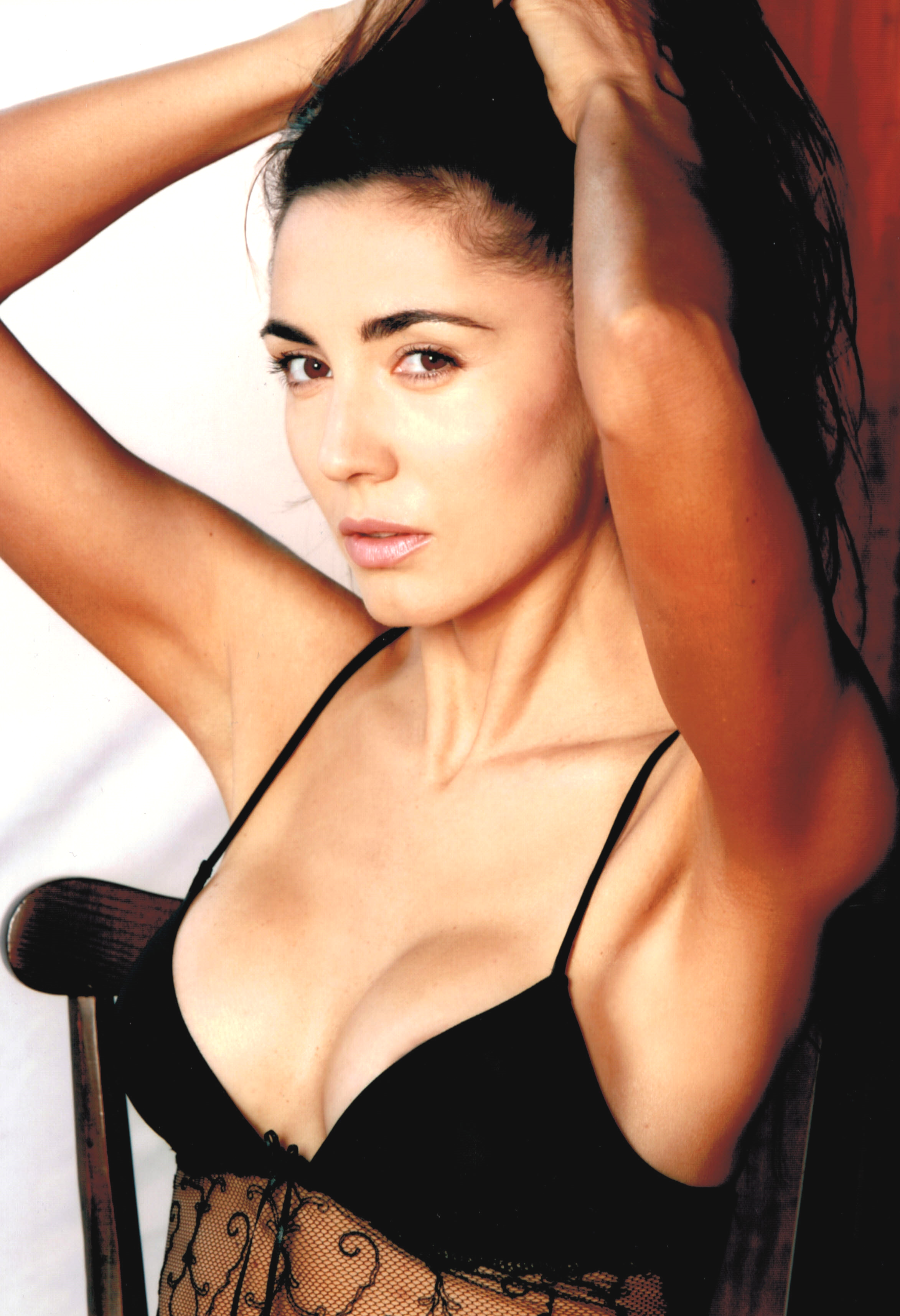
Dragomira Boneva Janeva

Sempre nel 2004 debutta come attrice sul piccolo schermo nella miniserie TV Mai storie d'amore in cucina, regia di Giorgio Capitani e Fabio Jephcott, con Gigi Proietti, Stefania Sandrelli e Bianca Guaccero.
Nel 2005 ha il ruolo da coprotagonista della miniserie TV La bambina dalle mani sporche con Sebastiano Somma, Remo Girone, Ornella Muti, Giuliano Gemma, Remo Remotti e Philippe Leroy, diretta da Renzo Martinelli.
Nel 2006 è protagonista femminile della miniserie TV L'uomo che sognava con le aquile insieme a Terence Hill.
Nel 2007 è ancora protagonista femminile della miniserie TV Operazione pilota con Massimo Ranieri.
Nel 2008 è protagonista assoluta nella miniserie TV Artemisia Sanchez, diretta da Ambrogio Lo Giudice.

### La lettera a Saccà
Nel 2007 alcuni giornali pubblicano i testi e le registrazioni di alcune intercettazioni telefoniche che riguardano Agostino Saccà, che nel frattempo è diventato presidente di Rai Fiction. In queste intercettazioni si parla anche di alcune attrici, che risulteranno poi raccomandate da Berlusconi, e che porteranno Saccà alla sospensione dall'incarico e al suo trasferimento al settore commerciale della RAI. In uno di questi nastri viene citata anche Michelle Bonev: nell'intercettazione fra Giuliano Urbani e Agostino Saccà i due parlano della pretesa, a loro dire della Bonev, di produrre un format da lei ideato, e citano una lettera – che Saccà definisce “ricattatoria”, opera di una “persona squallida” – con cui la Bonev faceva presente le sue lamentele alla RAI.

### Il suo film "Goodbye Mama" e il premio a Venezia
Nel 2008 scrive il soggetto e la sceneggiatura del film autobiografico Goodbye Mama, tratto dal suo libro Alberi senza radici.
Nel 2010, con la sua società Romantica Entertainment, ne ultima la produzione, del quale è stata inoltre regista, attrice, sceneggiatrice e produttrice.

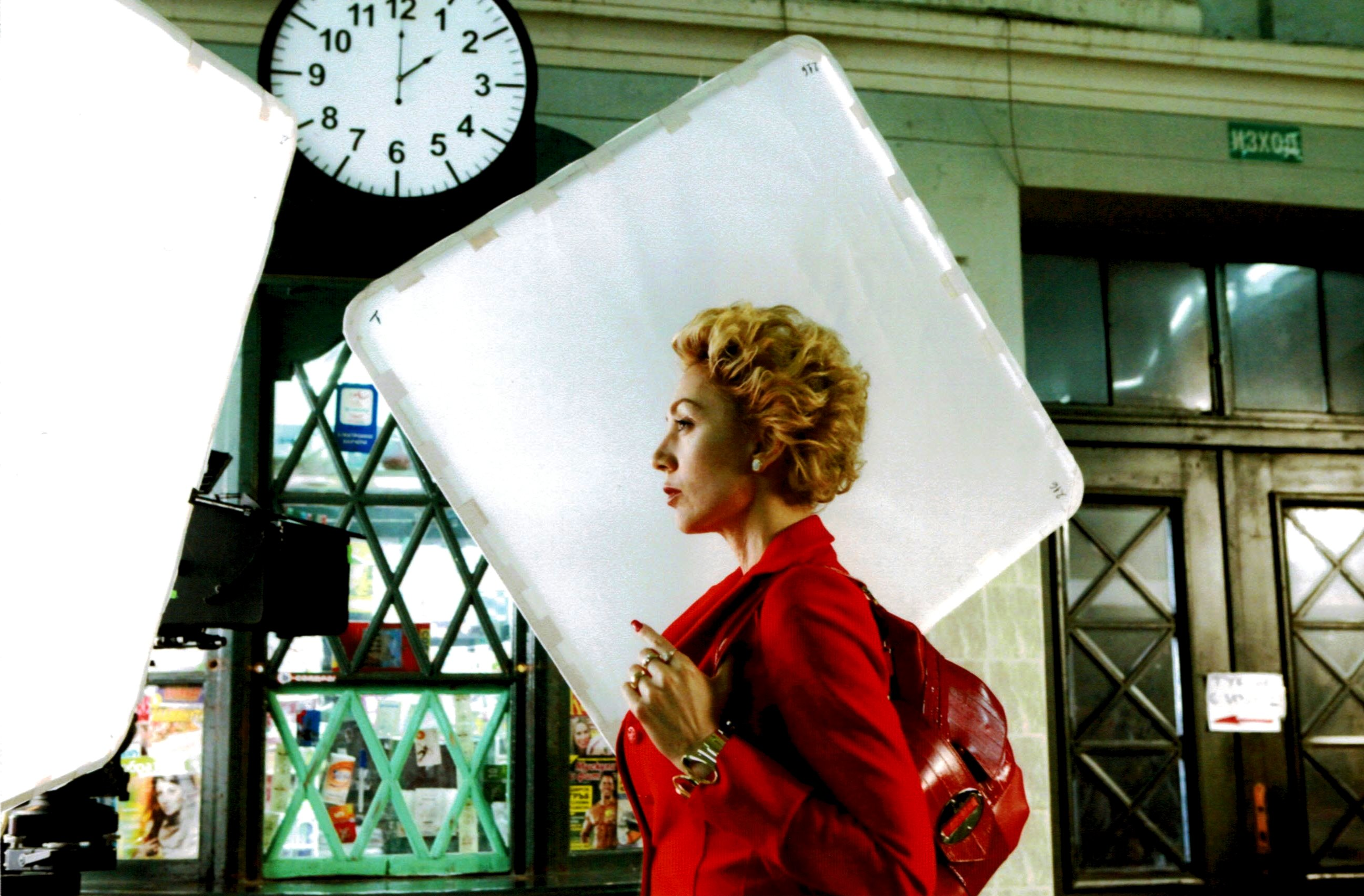
La Bonev in Goodbye Mama

Il film alla 67ª edizione della Mostra del Cinema di Venezia e della Biennale di Venezia, riceve il premio speciale "Action for Women", un nuovo riconoscimento conferito dal Ministro della Cultura Sandro Bondi, il Ministro per le Pari Opportunità Mara Carfagna e dall'onorevole, responsabile del premio, Deborah Bergamini.
Durante la premiazione, Giancarlo Galan portò i saluti personali dell'allora Presidente del Consiglio Silvio Berlusconi all'attrice, scatenando le polemiche dei giornali su una presunta relazione fra i due, smentita poi dalla stessa Bonev. L'istituzione repentina di questo premio, in realtà già esistente ma per i cortometraggi a sfondo sociale in partnership con YouTube e per la prima volta assegnato ad un lungometraggio cinematografico, è stata al centro di una polemica giornalistica e politica, sia sulla stampa italiana che su quella bulgara, per una presunta controversia fra il Governo italiano ed il Governo bulgaro su presunte spese sostenute, per conto dell'attrice, utilizzando capitali pubblici.
Il Governo bulgaro ha però respinto ogni addebito su pressioni fatte o spese sostenute per conto dell'attrice, definendole come illazioni. Anche il Governo Italiano, in una comunicato stampa del Ministero dei beni e delle attività culturali e del turismo, ha specificato che nessun costo, diretto o indiretto, è stato sostenuto dal Ministero per l'organizzazione di questo premio speciale, e che il film ha ricevuto dal medesimo solo il patrocinio, come avviene per molte altre analoghe iniziative di promozione cinematografica. La stessa Bonev ha poi documentato online come tutte le spese per la delegazione governativa bulgara, invitata alla sua premiazione da quella italiana, siano state sostenute personalmente ed interamente da lei, e direttamente attraverso la sua società di produzione
La Rai ha acquisito i diritti del film per 1 milione di euro.
Uscito l'11 aprile 2011 in 85 copie, il film di e con Michelle Bonev incassò in tutto 210.000 euro.
Altre fonti invece indicano in solo 66 000 euro l'incasso della pellicola.
Dopo la visione del film autobiografico, Nadežda Janeva, madre di Michelle Bonev, ha dichiarato alla agenzia stampa di Sofia Novinite di essere furiosa per il comportamento e lo stile di vita della figlia ed ha anche negato di aver mai tenuto i comportamenti che le vengono attribuiti nel lungometraggio e si è detta dispiaciuta per il fatto che Dragomira/Michelle potrebbe essere vittima di problemi di salute mentale. "Goodbye, daughter" sono state le parole con cui ha concluso l'intervista.

### La sua fiction Mediaset "Donne in gioco" e le critiche
La Bonev è poi attrice, sceneggiatrice e regista della fiction Donne in gioco, con Lando Buzzanca, Fabio Fulco, Marco Falaguasta e Martina Colombari trasmessa da Canale 5 nel marzo 2013, prima miniserie TV prodotta in Italia sul tema della ludopatia. La fiction è stata oggetto di dure critiche da parte di Aldo Grasso, critico televisivo del Corriere della Sera, e secondo alcuni con ascolti relativamente bassi per lo standard delle reti Mediaset. La fiction registrò comunque 2 milioni e mezzo di telespettatori, chiudendo poco al di sotto del 10% di share.
Sempre nel 2013, a seguito di tali critiche, Michelle Bonev è arrivata seconda ai TeleRatti 2013 (dopo Manuela Arcuri), presentandosi alla premiazione per il ritiro del premio.

### La sua denuncia dei rapporti con Silvio Berlusconi e Francesca Pascale
Il 10 ottobre 2013, con un primo post sul tema pubblicato sul suo blog, e successivamente in un'intervista concessa al programma Servizio pubblico, trasmessa in streaming online e andata in onda sul canale televisivo LA7 nella puntata del 17 ottobre 2013, denunciando i compromessi e la corruzione dell'attuale sistema politico-economico e dei suoi evidenti impatti ed intrecci anche col mondo dello spettacolo, Michelle Bonev ha dichiarato come i suoi ultimi lavori televisivi e cinematografici (la fiction Donne in gioco e il film Goodbye Mama) sarebbero stati ottenuti attraverso i rapporti sessuali intercorsi tra lei, Silvio Berlusconi e l'allora compagna dell'ex premier Francesca Pascale.
Sia nella sua intervista televisiva che in altri suoi successivi post (ripresi e rilanciati da siti, blog e testate giornalistiche online di tutto il mondo, nonché dai media tradizionali sia nazionali che internazionali), la Bonev dichiara che la Pascale è lesbica e che la relazione fra la Pascale e Berlusconi è in realtà una messinscena, basata sul reciproco ricatto, e organizzata nel tentativo di dare un'immagine familiare pulita con il solo fine di risollevare politicamente il leader di Forza Italia dopo i vari scandali sessuali che hanno coinvolto l'ex Presidente del Consiglio, in particolare dopo il bunga bunga, che per la Bonev proseguirebbe nei fatti tutt'oggi.
La Bonev è stata citata per danni dalla Pascale per 10 milioni di euro ed è stata rinviata a giudizio dal Gup di Roma Maurizio Caivano e processata il 4 maggio 2016 per stalking verso Francesca Pascale, allora compagna di Silvio Berlusconi.. Successivamente la querela è stata ritirata dalla Pascale a fronte di un risarcimento transattivo di 50.000 euro riconosciuto dalla Bonev alla Pascale.

## Filmografia
- La passione di Cristo, regia di Mel Gibson – Cinema (2004) – Ruolo: cortigiana di Erode
- Mai storie d'amore in cucina, regia di Giorgio Capitani e Fabio Jephcott – Miniserie TV – Rai Uno (2004) – Ruolo: Karin
- La bambina dalle mani sporche, regia di Renzo Martinelli – Miniserie TV – Rai Uno (2005) – Coprotagonista – Ruolo: Elena Levski
- L'uomo che sognava con le aquile, regia di Vittorio Sindoni – Miniserie TV – Rai Uno (2006) – Protagonista femminile – Ruolo: Giulia Spadafora
- Operazione pilota, regia di Umberto Marino – Miniserie TV – Rai Uno (2007) – Protagonista femminile – Ruolo: Laura Rigamonti
- Artemisia Sanchez, regia di Ambrogio Lo Giudice – Miniserie TV – Rai Uno (2008) – Protagonista assoluta – Ruolo: Artemisia Sanchez
- Goodbye Mama, regia di Michelle Bonev – Cinema (2010) – Protagonista – Ruolo: Jana
- Donne in gioco, regia di Michelle Bonev – Miniserie TV – Canale 5 (2013) – Protagonista – Ruolo: Olivia Cosmo